# جزقازغان

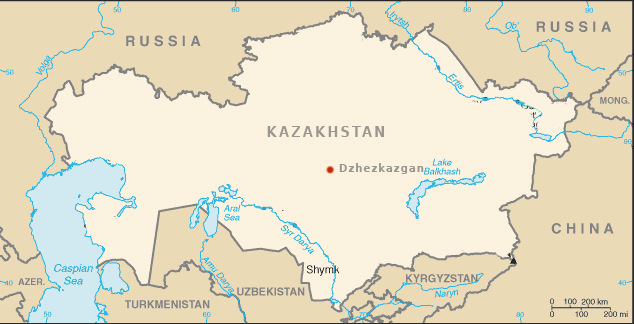
محل ژزکازقان در نقشه قزاقستان

جزقازغان (به قزاقی: Жезқазған/جه‌زقازعان، به روسی: Джезказган) شهری است در مرکز قزاقستان در کنار دریاچه سدی بر رودخانه قره‌کنگیر. جمعیت آن برپایه سرشماری ۱۹۹۹، برابر با ۹۰٫۰۰۰ نفر است.
این شهر در سال ۱۹۳۸ و برای بهره‌برداری از کانسار مس ناحیه بنیاد شد. امروزه نیز شرکت بسیار بزرگ مس به نام کازاخ‌میس (به معنی مس قزاق) بزرگ‌ترین کارفرما در شهر است. نام جزقازغان نیز در زبان قزاقی به معنای «محل کاویدن مس» است.
در زمان شوروی، جزقازغان محل اردوگاه کار اجباری (گولاگ) کنگیر بود. این اردوگاه در کتاب شبه جزیره گولاگ اثر الکساندر سولژنیتسین ذکر شده است.
پایگاه فضایی بایکونور در ۱۲۰ کیلومتری غرب این شهر قرار دارد و بنا بر سنت، هر فضانورد به نشانه بازگشت سالم از فضا یک درخت در بلوار سِیفولین جزقازغان می‌کارد.
شهر جزقازغان با راه آهن به شهر قراغندی و از طریق پروازی با آلماتی پیوند دارد.